# Юрьево (Окуловский район)
Юрьево — деревня в Окуловском муниципальном районе Новгородской области России. Входит в состав Берёзовикского сельского поселения.

## География
Расположена на правом берегу реки Шегринки , высота центра селения над уровнем моря 166 м.

## История
В Юрьево, в усадьбе, принадлежавшей Кушелевым, при которых, в период с 1791 года по 1801 год, была построена церковь Георгия Победоносца в стиле зрелого классицизма по проекту Н. А. Львова.

## Население
| 2010 | 2012 |
| ---- | ---- |
| 5    | →5   |

## Инфраструктура
Личное подсобное хозяйство.

## Транспорт
Деревня доступна автотранспортом с автомагистрали М-11.